# Волзько-Камський заповідник
Во́лзько-Ка́мський запові́дник, повна офіційна назва Во́лзько-Ка́мський держа́вний приро́дний біосфе́рний запові́дник (рос. Волжско-Камский государственный природный биосферный заповедник) — біосферний заповідник, розташований у Республіці Татарстан (Росія). Заснований 13 квітня 1960 року. Площа охоронюваної території становить 11 377 га. Заповідник створений задля комплексної охорони лісових та лісостепових екосистем Середнього Надволжя. Ці ліси дуже цінні як у флористичному, так і в фауністичному відношенні. Флора заповідника налічує 1638 видів рослин, з яких 112 занесені до Червоної книги Татарстану. Фауна Волзько-Камського заповідника включає ссавців 50 видів, птахів — 230, плазунів — 6, земноводних — 11, риб — 41, та кілька тисяч видів безхребетних; загалом з тварин 20 видів занесено до Червоної книги Татарстану. Своєю назвою він зобов'язаний межиріччю двох водних артерій, Волги і Ками, в якому знаходиться його південна частина, хоча формально Кама не належить до заповідних водойм.

## Історія
До XVII сторіччя терени сучасного заповідника населяло плем'я черемисів (марійців), представники якого облаштували на березі Раїфського озера язичницьке капище. 1630 року в цій місцині монахом Філаретом закладений православний скит, а 1662 року розпочато будівництво чоловічого Раїфського Богородицького монастиря. 1674 року цар Олексій Михайлович передав монастирю прилеглі до озера ліси. Завдяки тому, що ця територія для місцевих мешканців тривалий час носила сакральний характер, Раїфський ліс не зазнав потужного господарського впливу, що сприяло збереженню його флори та фауни.
У XIX сторіччі Раїфський ліс відвідали перші натуралісти і підтвердили його значущість для наукових досліджень. З 1892 року на цих теренах почали проводити польові заняття для студентів Казанського університету. Після Жовтневого перевороту 1917 року Раїфський монастирські володіння секуляризували, вже тоді професор А. Я. Гордягін запропонував їх заповідати. Першим кроком на цьому шляху стала передача Раїфського лісу лісовому факультету Казанського університету в 1919 році, другим — затвердження проекту Татарського національного заповідника (парку) в 1924 році. Площа майбутнього заповідника мала становити 769 га, однак цей план так і не був втілений. 1932 року на землях місцевого пралісу створили Раїфський агролісгосп, 1934 року їх передали Татарській лісовій дослідній станції. В часи Другої світової війни Раїфський ліс мав статус стаціонару Ботанічного та Біологічного інститутів Академії наук СРСР. В цей період проводились ботанічні дослідження його теренів, що призвело до організації Раїфського дослідного лісництва у 1954 році. В 1957 році лісництво отримало наказ вирубати соснові бори на своїх землях, однак директор лісництва В. К. Вєткасов відмовився його виконати. Це принципове рішення позбавило його посади, однак прискорило організацію природоохоронної установи. Зрештою 13 квітня 1960 року Волзько-Камський заповідник був заснований.
Від самого початку терени заповідника складали дві ділянки, віддалені одна від одної на 100 км: Раїфська ділянка площею 3864 га і Саралинська площею 4170 га, землі якої до заповідання належали Саралинському лісництву. Саралинська ділянка окрім суходолу включала також 1353 га акваторії Куйбишевського водосховища. Для поліпшення охорони заповідної території з 1983 року навколо неї почали формувати так звану буферну зону, площа якої в 1995 році досягла 15 000 га. 2001 року площу Раїфської ділянки збільшили до 5921 га. 2005 року Волзько-Камський заповідник отримав статус біосферного резервату ЮНЕСКО.

## Клімат
Волзько-Камський заповідник розташований на межі двох природних зон: південної тайги і лісостепу, кордон між якими проходить точно між заповідними ділянками. Клімат заповідника помірно континентальний з різкими коливаннями температури і нерівномірною кількістю опадів. Середньорічна температура повітря на Раїфській ділянці становить 3,8 °C, на Саралинській — 4,2 °C. Найхолодніший місяць — січень, чия середня температура складає –10,2 °C. Середня температура найтеплішого місяця, липня, дорівнює 19,3 °C. Це свідчить про вплив на охоронювану територію глобального потепління, внаслідок якого клімат стає менш континентальним, оскільки ще в XX сторіччі середньорічна температура в цій місцевості становила 3,1 °C, середня температура січня складала –19,3 °C, а середня температура липня — 23,8 °C. Найнижча зафіксована тут температура склала –48 °C, а найвища становила 36,2 °C.
Безморозний період із температурами вищими за 5 °C триває в середньому 128 днів. Сніговий покрив тримається в середньому 146—147 днів. Тривалість вегетаційного періоду складає 162—175 днів. Сонячне випромінювання сумарно становить близько 2000 годин на рік. Середньорічна кількість опадів на Раїфській ділянці становить 590 мм, на Саралинській — 540 мм.

## Географія та гідрологія

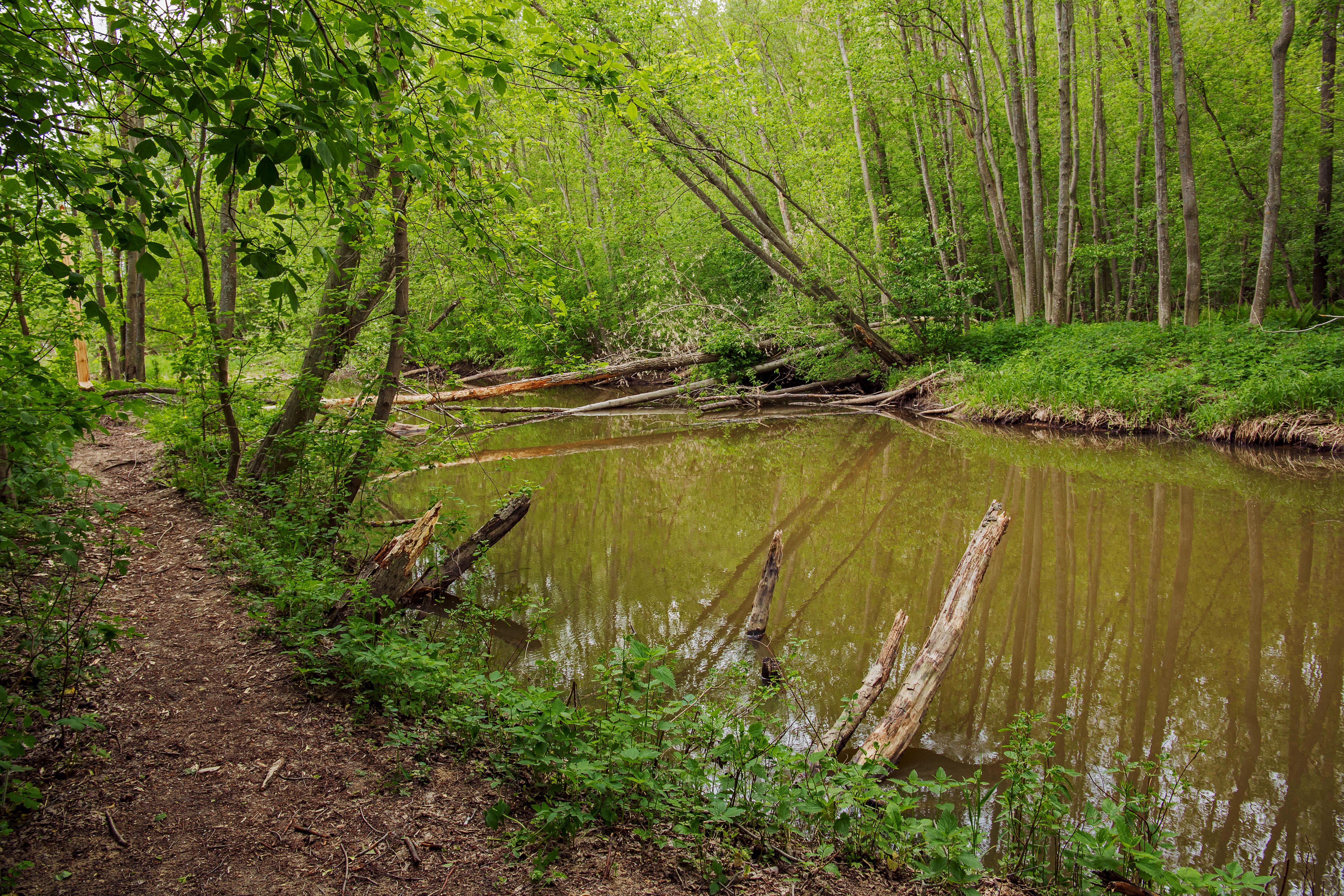
Річка Сумка.

Волзько-Камський заповідник розташований у Республіці Татарстан, що лежить у межах Росії. Обидві заповідні ділянки знаходяться на лівому березі Волги, причому Раїфська адміністративно належить до Зеленодольского району Татарстану, а Саралинська — до Лаїшевського. Поблизу кордонів Раїфської ділянки розташовані селища Раїфа, Ільїнське, Новопольський, Грузинка, Садовий. З півдня повз неї проходить шлях А295. Найближче місто — Зеленодольск, а столиця Татарстану Казань віддалена від неї лише на 30 км в південно-східному напрямку. Саралинську ділянку оточують такі села як Атабаєво, Ташкірмень, Макаровка і Татарські Сарали. Найближче до неї місто, Лаїшево, розташоване на схід від заповідної території. Адміністрація установи знаходиться у селищі Садовий.
Раїфська ділянка має рівнинний рельєф. Її центр сильно понижений, пересічений давніми балками і дюнами. Тут абсолютна висота озерних чаш складає лише 60—62 м над рівнем моря, в той час як дно периферійних водойм лежить на висотах 100—105 м. Північ та південь Раїфської ділянки помережані ярами і балками. Рельєф Саралинської ділянки більш горбистий. В її межах перепад абсолютних висот сягає 50—140 м. Суходільна частина Саралинської ділянки являє собою високі надрічкові тераси, а в її акваторії розташовано 10 островів. Рельєф островів дюнно-горбистий, окремі дюни здіймаються на 20 м над урізом води. Зайнята водою частина акваторії мілка, помережана видовженими на десятки метрів «гривами» заввишки тільки 0,5—1 м.

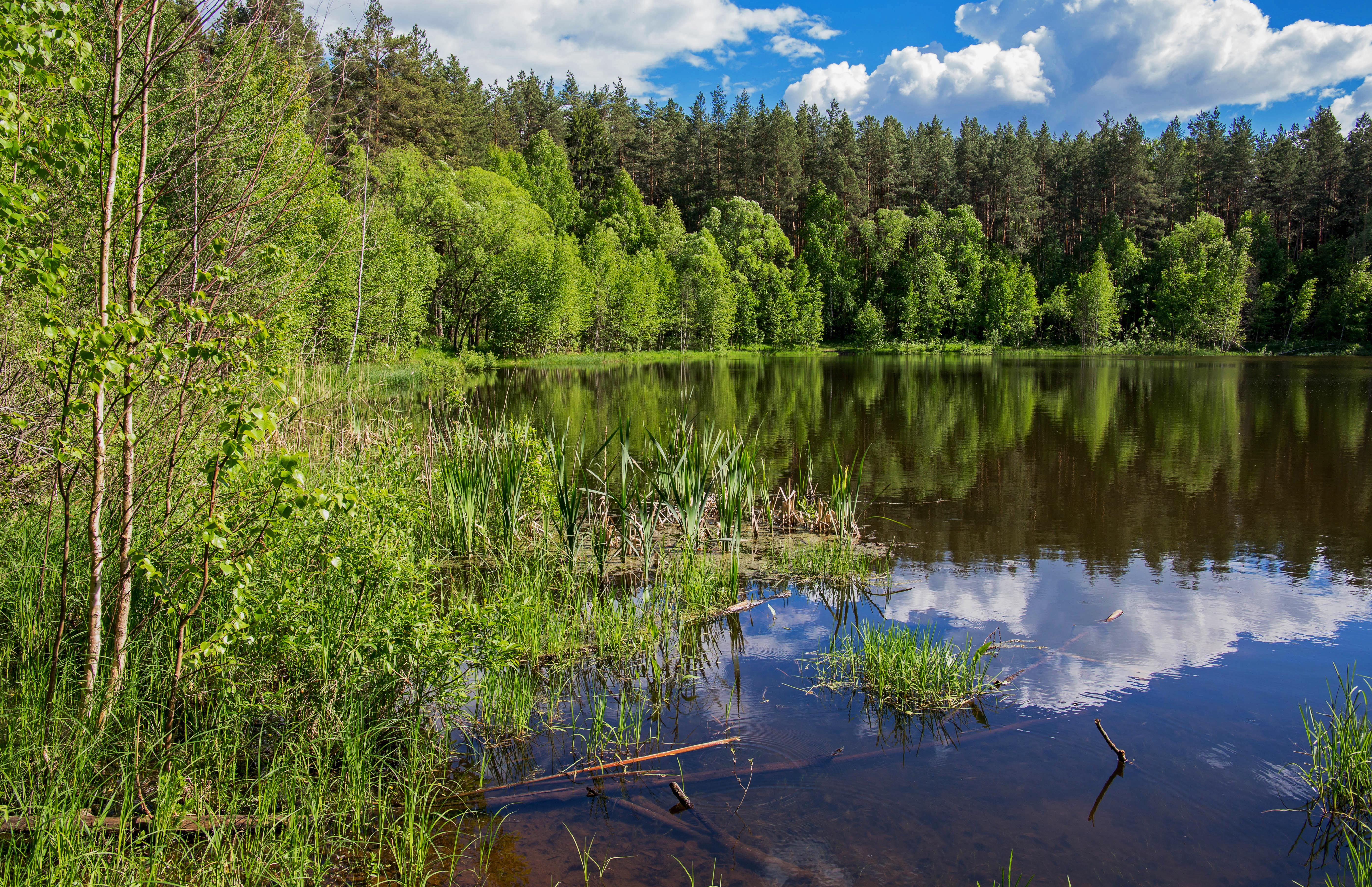
Озеро Кругле на Раїфській ділянці.

Головна водна артерія заповідника — річка Волга. Втім, Раїфська ділянка до її берега безпосередньо не прилягає, натомість її основною артерією виступає ліва волзька притока — Сумка. Вона, в свою чергу, має розвинену мережу правих приток, більшість з яких складають балки, що збирають дощову і талу воду. З лівих приток Сумки найбільш значущою є типово лісова річка Сер-Булак. Усі річки Раїфської ділянки належать до типу «сухих», оскільки ґрунтові води їх практично не живлять; влітку вони часто пересихають. Раїфська ділянка багата також на суфозійно-карстові озера і невеличкі болота. В її межах розташовані три великих озера (Раїфське, Линеве, Гниле), а ще три (Ільїнське, Біле, Шатуніха) межують з її кордонами. Раїфське озеро найбільше за площею і глибиною акумулює значну частину твердого осаду Сумки. На Саралинській ділянці мережа приток не розвинута, натомість її істотною частиною виступає власне Волга з мілководною частиною Куйбишевського водосховища.

## Геологія та ґрунти
Геологія ділянок Волзько-Камського заповідника різниться. Раїфська ділянка розташована на місці давньої річкової долини, яку заповнив алювій Волги. Ці давні волзькі тераси складені пісками і супісками, що чергуються із прошарками глини і лесоподібного легкого суглинку. Через їхню значну потужність залягання ґрунтових вод у цій місцевості глибоке. З недавніх геологічних подій слід відзначити зміну обрисів озер. Ще у XVI столітті на теренах теперішнього заповідника існувало одне осяжне озеро — Велике Раїфське. У XVII сторіччі після вирубування навколишніх лісів швидкість течії малих річок зросла, вони стали виносити велику кількість осаду, який зрештою осів в озері та поділив його на дві менші водойми — сучасні озера Раїфське та Біле.
Суходільна частина Саралинської ділянки складена переважно пісками і глинами, під якими залягають коричнево-бурі суглинки. Перша і друга річкові тераси тут сформувались, відповідно, у вюрмську і рисську геологічну добу. Наразі обидві тераси інтенсивно розмиваються водами Куйбишевського водосховища. В змінах рельєфу цієї ділянки окрім ерозії, значну роль грають також акумулятивні процеси (відкладення наносів течією водосховища) і просідання ґрунтів під дією підземних вод.
У Волзько-Камському заповіднику переважають дерново-підзолисті ґрунти. Їхній механічний склад, вміст золи і гумусу сильно різняться в залежності від ґрунтотворних порід і типу рослинності, під якою вони розвиваються. Так, вміст гумусу в них варіює від 0,5 до 5 %, механічний склад — від рихлого піску до важкого суглинку тощо. З поміж інших типів ґрунтів незначну площу займають сірі лісові, на болотах і луках є ділянки із перезволоженими ґрунтами.

## Флора

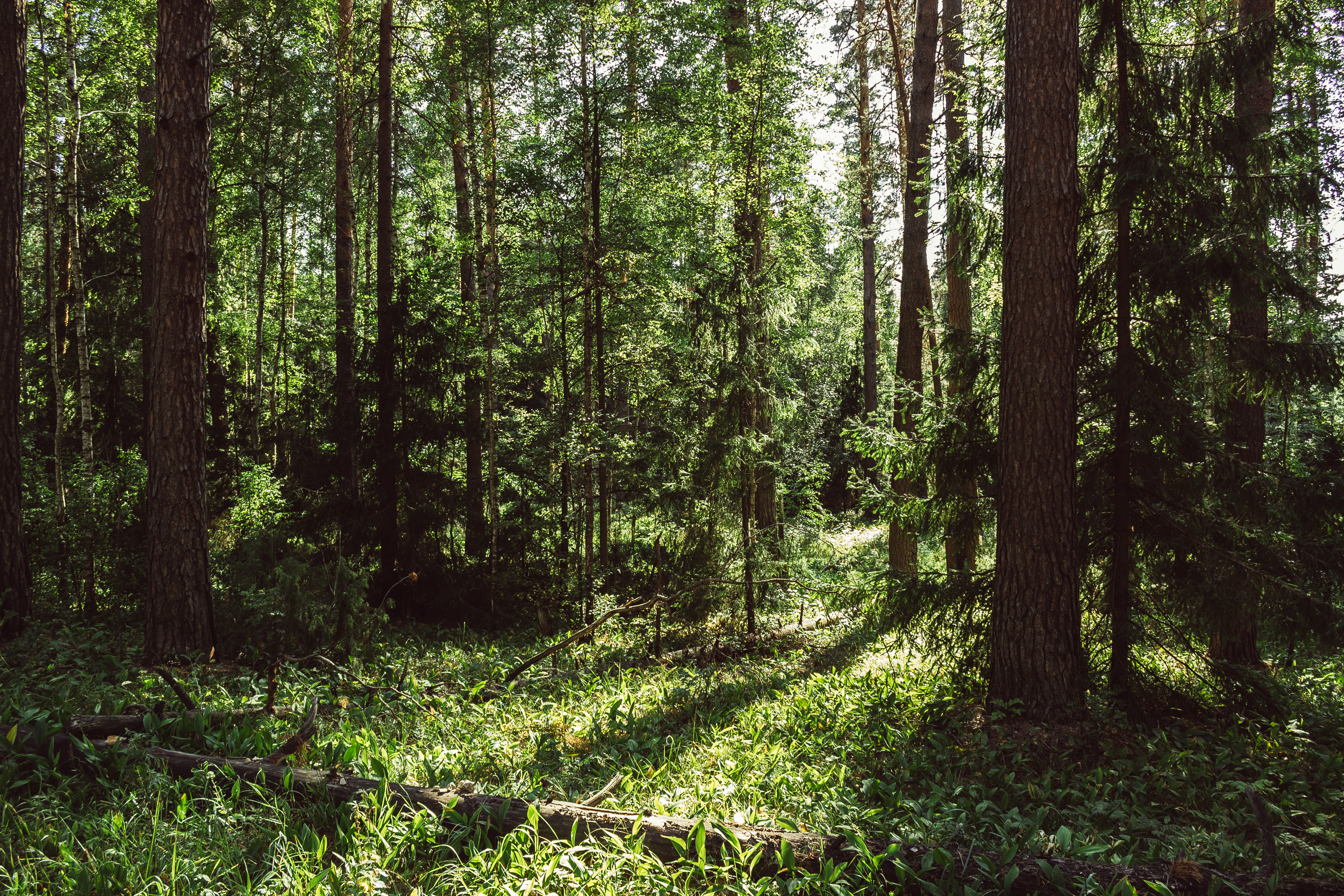
Сосновий бор із ялинами у підліску.

Рослинність Волзько-Камського заповідника охоплює половину видового різноманіття флори Татарстану. Тут зростають судинних рослин 834 види (з них 800 квіткових), мохів — 163, печіночників — 44, водоростей — 600. Близько 40 % флори заповідника складають тайгові рослини, 34 % — неморальні (рослини широколистяних лісів). Таксономічне різноманіття охоплює 80 родин судинних рослин, з яких найширше представлені Айстрові, Тонконогові, Бобові, Осокові, Гвоздичні, Капустяні, Розові, Глухокропивові, Окружкові.
Типи рослинності Волзько-Камського заповідника різноманітні, але серед них переважає ліс, який вкриває 90 % його площі. З усіх типів лісів найпоширеніший — соснові бори, значно меншу площу займають липини, діброви, мішані ялинові ліси, березини. Відносно невеликі за площею ділянки лук, прибережної і болотяної рослинності.
На Раїфській ділянці 87 % рослинного покриву складають саме соснові бори. Чисті соснові деревостани можна побачити на півночі цього заповідного куточка, в центральній частині ділянки переважають мішані (із ялиною і листяними породами) сосняки. На піщаних та супіщаних ґрунтах зростають лишайниковий, брусничний, чорничний, квасеницевий, липовий, костянично-яглицевий і перелісниковий типи сосняків, на суглинках — мішані ялинники, в підліску яких трапляються дуб, сосна, липа, та липини із підліском, складеним дубами і ялинами.

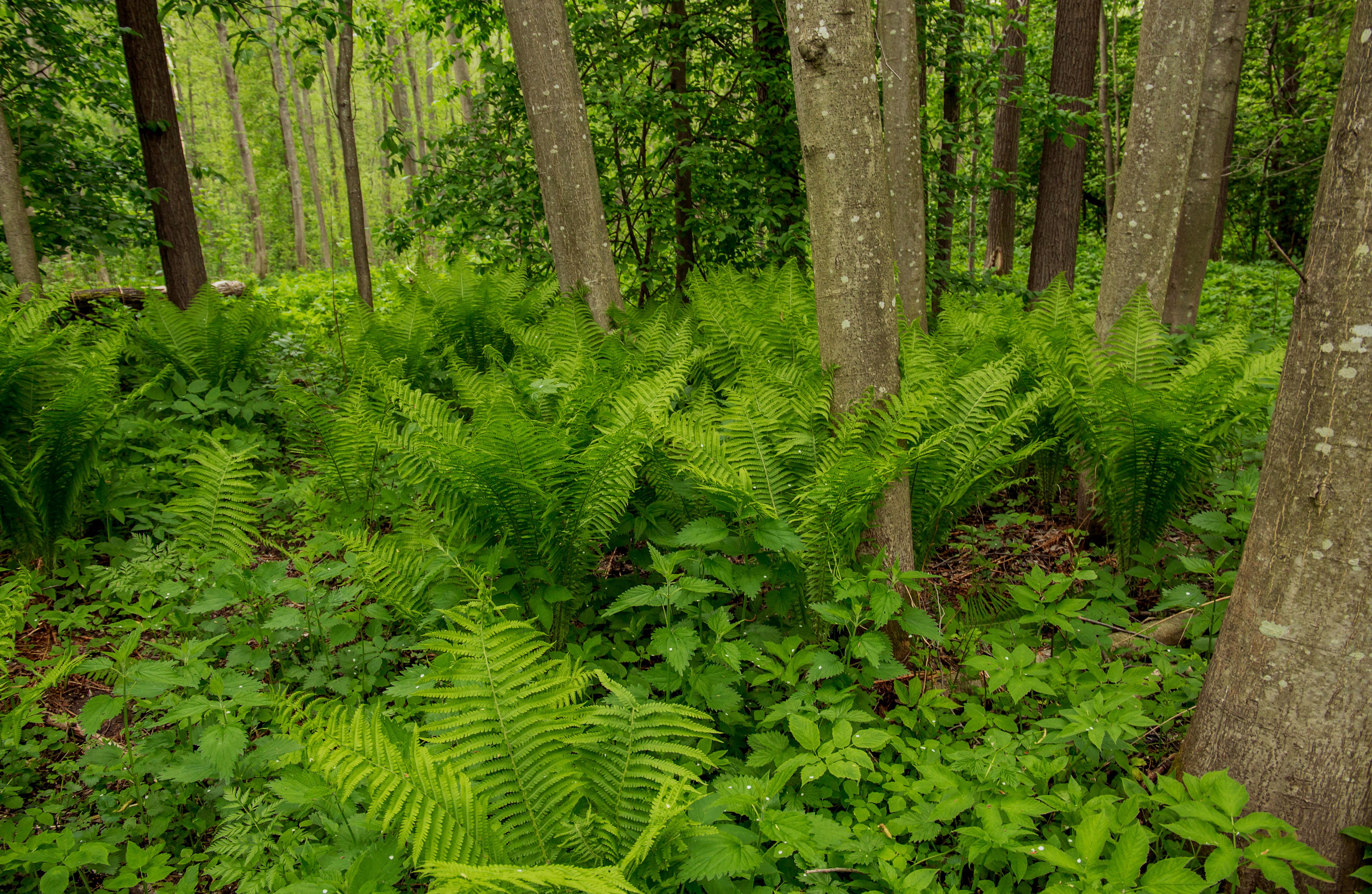
Багатий трав'яний покрив заповідних лісів.

На Саралинській ділянці переважають сосняки і липини. Соснові бори розвинуті на прибережних терасах, де на піщаному ґрунті у трав'яному покриві панують лишайники. Діброви та спілі липини притаманні північній частині Саралинської ділянки, однак частина цих цінних лісів внаслідок вирубування була заміщена малоцінними березинами. Загалом сосняки цієї частини заповідника відрізняються від соснових лісів Раїфи. На Саралинській ділянці переважають такі підтипи як бруснично-моховий, бруснично-злаковий і злаковий сосняки, у підліску яких окрім липи зростають також осики, а в трав'яному покриві багато переліски багаторічної, медунки лікарської, розхідника звичайного і пишних папоротей: Athyrium crenatum, безщитника жіночого, щитника чоловічого. В борах прирічкових терас добре помітні елементи степової флори: астрагал піщаний, вероніка колосиста, волошка сумська, дзвоники сибірські, зміячка пурпурова, костриця поліська, кипець сизий, наголоватки волошкові, полин Маршалла, пирій сизий. На схилах Лисої гори і Волги зростають навіть такі рідкісні для цього краю рослини як вишня степова і ковила пірчаста. У квасеницево-мохових сосняках багато широколистих мохів (наприклад, мніума, родобріума рожевого), крім того, лише тут можна натрапити на червонокнижних представників флори — орхідею Calypso bulbosa і одноквітку звичайну.

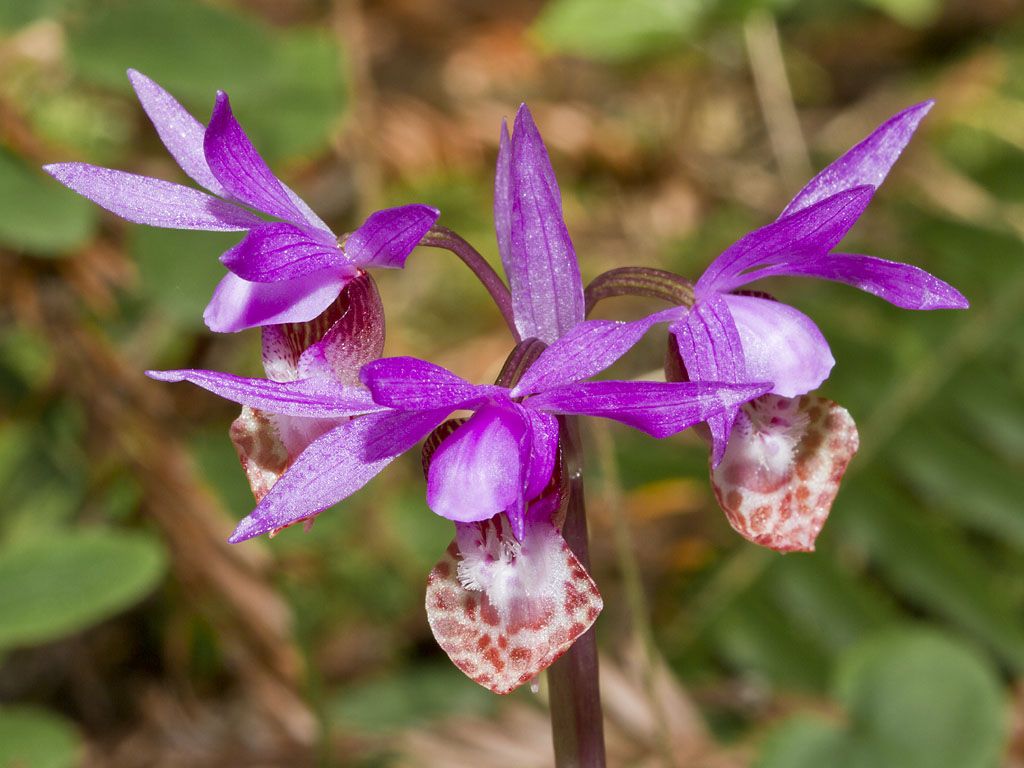
Орхідея Calypso bulbosa.

Болотяна рослинність представлена на Раїфській ділянці фрагментами боліт різних типів: від низинних із заростями комишу та осок до перехідних, що мають покрив зі сфагнових мохів. З вищих рослин на сфагнових болотах мешкають андромеда ряснолиста, багно звичайне, верес звичайний, журавлина болотна. Перезволожені ділянки рельєфу цікаві тайговими реліктами, до яких відносять різні види осок: багнову, бурувату, струнокореневищну, Carex disperma, Carex paupercula. Багнисті місцини є притулком для орхідеї глевчак однолистий. Слабопроточні водойми Раїфського лісу і береги водосховища на Саралинській ділянці сприяють розвитку макрофітів. Закриті лісові водойми прикрашає латаття і глечики, на відкритих плесах ростуть очерет і рогіз, а з дрібніших рослин привертає увагу сальвінія плаваюча. Ця папороть притаманна південним краям, а у Волзько-Камському заповіднику знаходиться північна межа її ареалу.

## Фауна
Фауна Волзько-Камського заповідника включає ссавців 50 видів, птахів — 230, плазунів — 6, земноводних — 11, риб — 41, та кілька тисяч видів безхребетних. З усіх видів тварин 20 занесено до Червоної книги Татарстану. Для місцевої фауни характерне поєднання тайгових, неморальних та степових видів за явної переваги північних, причому тайгових видів більше на Раїфській ділянці, а лісостепових — на Саралинській.
Комахоїдні представлені тут переважно їжаком європейським, кротом європейським та мідицею звичайною. Усі ці тварини грають важливу роль у розпушенні ґрунту і регуляції чисельності безхребетних. Крім них біля водойм помічали велику рясоніжку. У повітрі роботу наземних регуляторів чисельності комах виконують кажани. З них найчастіше трапляється вечірниця дозірна, у колонії якої зрідка селиться вечірниця велетенська. У дуплах і на горищах облаштовує житло лилик двоколірний, над водоймами полюють нічниці вусата і ставкова. Рідкісні нічниця війчаста, пергач північний і нетопир карлик.
Ряд зайцеподібних у заповіднику представлений зайцями білим та сірим. Обидва звичайні, однак чисельність їхня зазначає відчутних коливань з року в рік. З поміж гризунів у Волзько-Камському заповіднику найбільше рудих нориць, які трапляються усюди, але полюбляють осичняки й широколистяні ліси (тут їхня щільність сягає 180 особин на га). На відкритих місцинах багато звичайних полівок. Локально чисельні мишівка лісова, мишак європейський (здебільшого у липинах), мишак жовтогрудий (переважно у дібровах), вивірка звичайна (у Раїфському лісі) та вивірка телеутка (на Саралинській ділянці). У водоймах добре акліматизувалася завезена до Татарстану ондатра, поруч із нею мешкають європейські бобри.

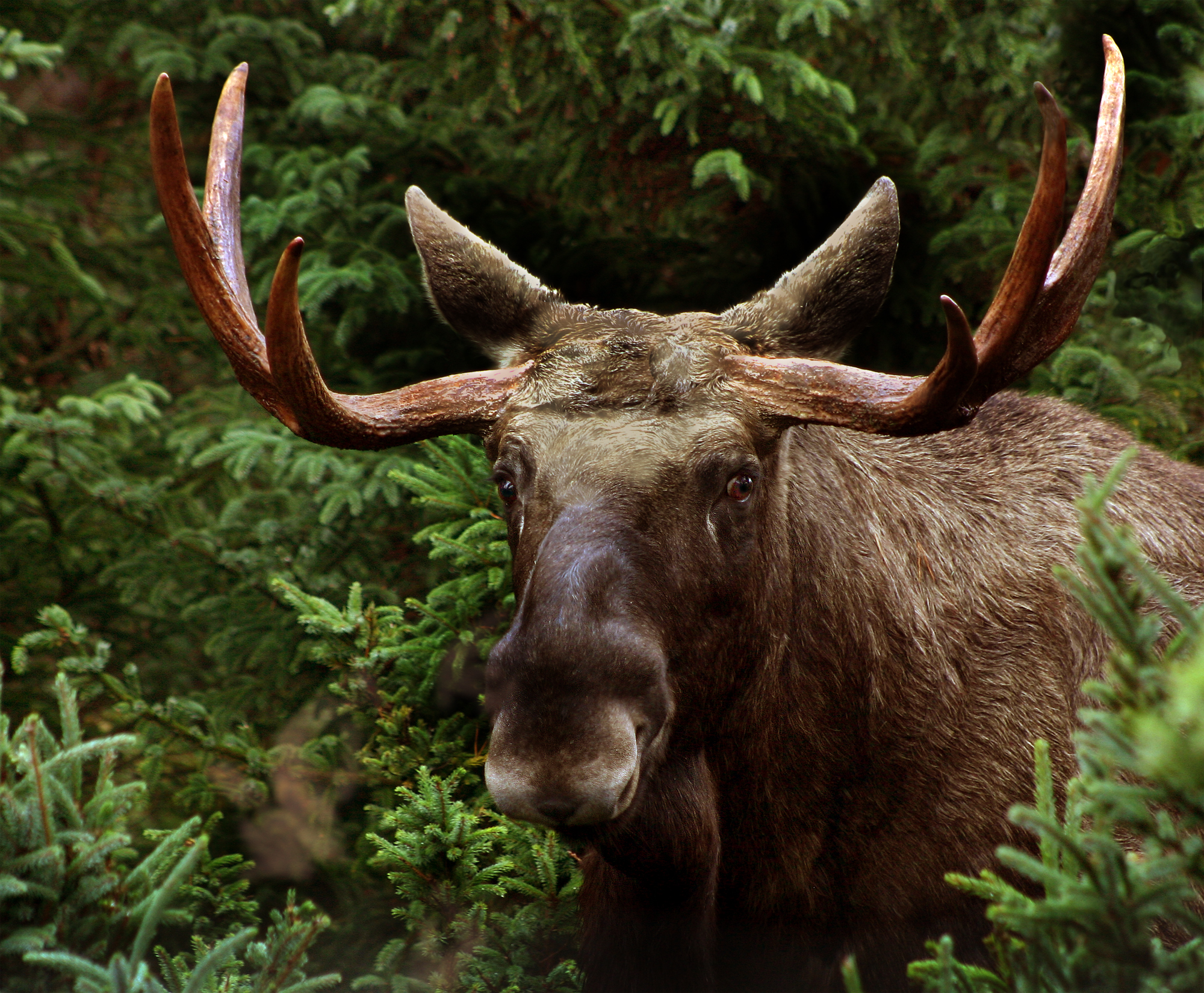
Молодий самець лося.

Найзвичайнішим хижаком на охоронюваній території вважають лисицю. Крім цього виду тут також багато борсуків, ласиць, досить часто трапляються інвазивні річкові візони. Ще один акліматизований вид, єнотоподібний собака, воліє облаштовувати нори здебільшого на Саралинській ділянці. Не частіше кількох разів на рік до заповідника навідуються великі хижаки — вовки і рисі. Ведмеді бурі тут трапляються лише випадково, доволі рідкісні горностаї. Певну негативну роль в екосистемах відіграють здичавілі кішки та собаки. Копитні чисельні, але не вирізняються різноманіттям. З трьох видів травоїдних тут панують лосі, які до заповідання ділянок вважалися рідкісними у цій місцевості. Крім них у заповіднику багато диких свиней. Натомість сарни нечисельні.
В орнітофауні місцевих лісів панують дрібні птахи та горлиці звичайні. Дрібні птахи представлені горобцеподібними, з яких повсюдно трапляються берестянка звичайна, зяблик, вівсянка звичайна, вівчарик весняний і жовтобровий, кропив'янка чорноголова, мухоловка білошия, чечевиця звичайна, шпак звичайний, щеврик лісовий. На мілинах водосховища, які пересихають влітку, гніздуються грицик великий, жайворонок польовий, крижень, крячки річковий і чорний, мартин звичайний, плиска жовта тощо. У водоймах можна спостерігати за полюванням чаплі сірої.
У лісах Волзько-Камського заповідника крім горобцеподібних можна інколи побачити і таких нечисельних пернатих як дятли (трипалий, білоспинний, жовна сива), пугач звичайний, лелека чорний, глушець. Чисельність останнього хоч і невелика (кілька десятків особин), але стабільна. З рідкісних птахів відкритих просторів тут слід згадати типово лісостепові види: куріпку сіру, перепілку звичайну, сиворакшу. Ці птахи завжди тяжіють до узлісь і галявин.

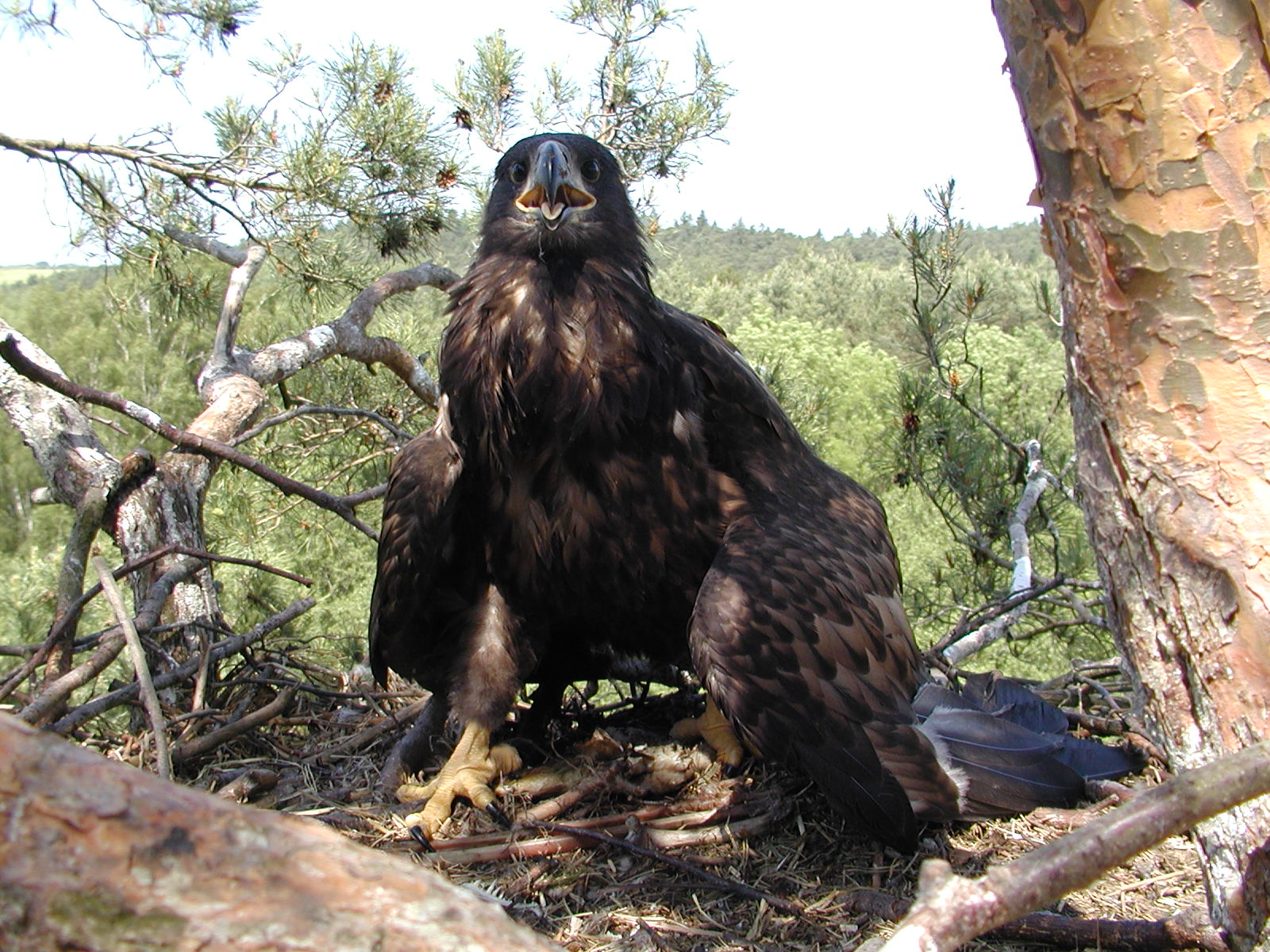
Майже доросле пташеня орлана-білохвоста у гнізді.

Хижі птахи у заповіднику доволі різноманітні, хоча кожен вид представлений здебільшого кількома парами або поодинокими особинами. Охоронювану територію під час перельотів, полювання чи гніздування відвідують підсоколик великий, зимняк, осоїд, балабан, сапсан, беркут. Однак особливе місце серед них займає орлан-білохвіст. У Волзько-Камському заповіднику діє програма дослідження і охорони цього виду, яка передбачає багаторічні спостереження із залученням різноманітних методик (кільцювання, відеонагляд за гніздами, стеження за допомогою радіопередавачів), а також залучення птахів за допомогою штучних гніздових платформ. Це дозволяє підтримувати місцеву популяцію орланів на стабільному рівні, щорічно у заповіднику ці птахи виводять пташенят щонайменше у 8—9 гніздах.
Герпетофауну заповідної території складають переважно звичайні плазуни середньої смуги: ящірки прудка і живородна, мідянка звичайна, веретільниця, гадюка звичайна. Особливо багато в цих місцях звичайних вужів, які часто трапляться не тільки в лісах, але і в навколишніх селах. Восени вужі інколи масово гинуть на дорогах під час міграції до місць зимівлі. Чисельність гадюк має тенденцію до зменшення внаслідок хижацтва кабанів. Розподіл земноводних між двома ділянками нерівномірний: у Раїфському лісі більше гостромордих і ставкових жаб, а в окремі роки звичайних тритонів і сірих ропух, на Саралинській ділянці переважають звичайні часничниці, ставкові та озерні жаби. Повсюди рідкісні трав'яні жаби і зелені ропухи, під антропогенним впливом зменшується чисельність червоночеревих кумок і гребінчастих тритонів.
Іхтіофауна заповідника досить багата, особливо на Саралинській ділянці. В рибальських мережах переважають коропові, серед яких особливо чисельна плітка звичайна, плоскирка і чехоня. У водоймах усього заповідника ловляться окунь та йорж. Тільки у раїфських водоймах відмічали звичайних вьюна і щипавку і навпаки, тільки у водах водосховища на Саралинській ділянці мешкають сом, судак і берш. Крім цих видів води Волги вирізняє наявність єдиної осетрової риби — стерляді, а також присутність вселенців, які з'явились після утворення Куйбишевського водосховища. До числа останніх зараховують один з підвидів європейської корюшки (Osmerus eperlanus eperlanus m. spirinchus), пелядь і тюльку звичайну. На противагу їм у водосховищі поменшала чисельність щуки.

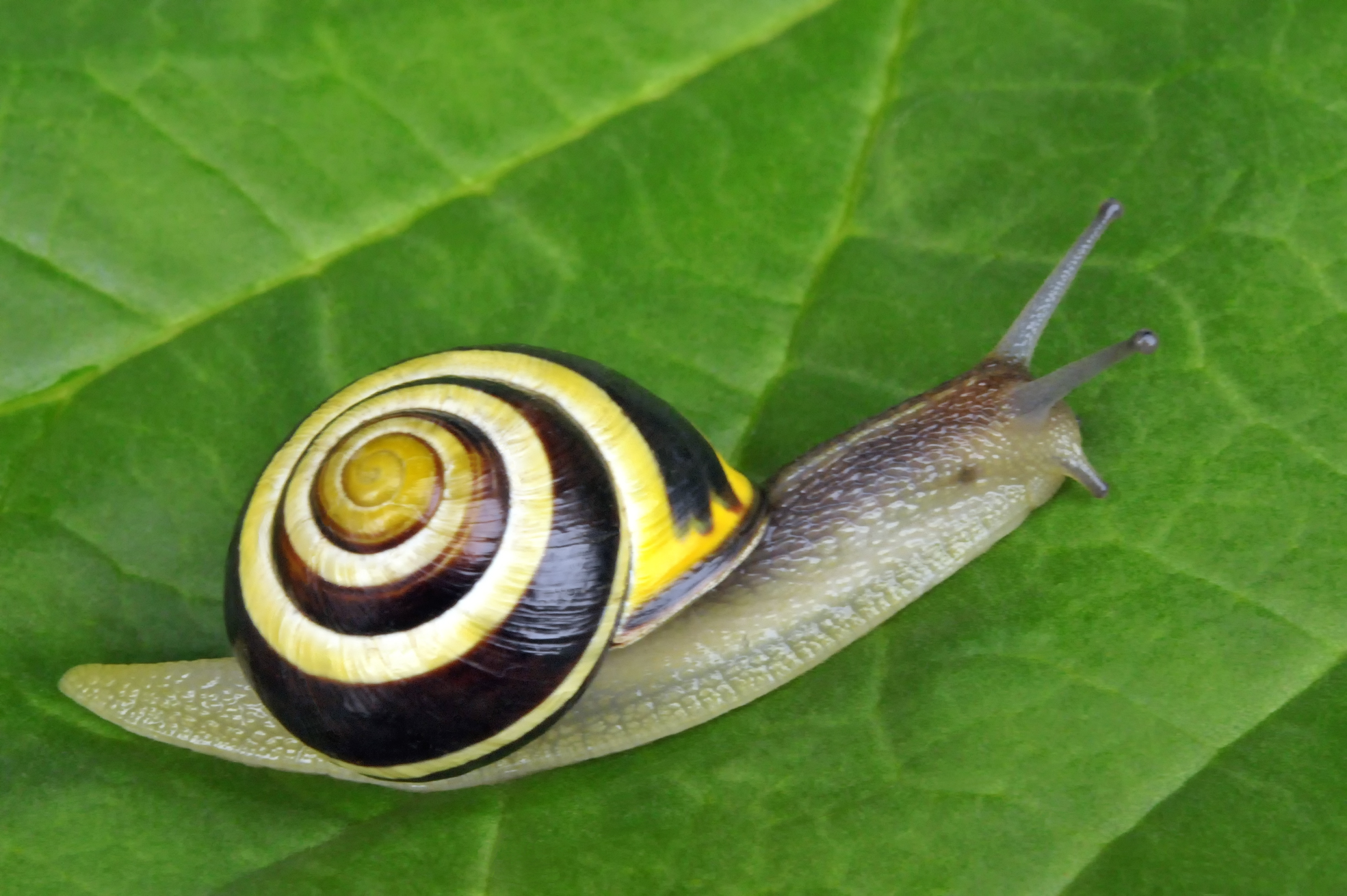
Цепея лісова — один з найчисельніших м'якунів заповідника.

Фауна безхребетних Волзько-Камського заповідника всебічно не досліджена. Серед великих комах найбільш помітні та чисельні жуки. Хоча кожному біотопу притаманний свій набір видів, однак туруни Carabus nemoralis, Pterostichus niger і жук-гнойовик Anoplotrupes stercorosus домінують повсюдно. В окремі роки спостерігають спалахи розмноження травневих хрущів, влітку дуже помітні бронзівки золотисті. Серед рідкісних комах тут відмічали наявність туруна красотіла пахучого, бджоли ксилокопи звичайної, метеликів махаона, мнемозини, аполлона, поліксени тощо. Масовими видами наземних м'якунів у Волзько-Камському заповіднику є цепея лісова і зонітойдес блискучий, водних молюсків налічують близько 70 видів. Серед безхребетних інших систематичних груп досліджені панцирні кліщі (73 види), колемболи (19 видів), дощові черви (не менше 7 видів), двопарноногі багатоніжки (6 видів). Серед дощових червів наймасовішим виявився сибірський черв Норденшельда, а серед ківсяків — стронгилозома чорна.

## Стан екосистем
Людська діяльність по-різному вплинула на ділянки Волзько-Камського заповідника. Як зазначено вище, Раїфський ліс майже не зазнав вирубування, оскільки з давніх часів мав сакральне значення для автохтонного населення. Пізніше, коли він відійшов у власність монастиря, монахи вирубували тільки окремі дерева для власних потреб. Така ощадна експлуатація майже не вплинула на рослинний і тваринний світ Раїфської ділянки, однак збільшила винос алювію лісовими річками Сумка і Сер-Булак, через що Раїфське озеро у XVIII сторіччі змінило свою конфігурацію. Деякий час екосистема знаходилась у збалансованому стані. Наприкінці XX — початку XXI століть вищезазначений процес став значно інтенсивнішим, оскільки до знеліснення додалась ерозія навколишніх сільських угідь: саме з ланів тепер надходить основна частина змитого ґрунту. Особливо постраждало від цього місце впадіння Сер-Булака в озеро Карасиха. Задля відновлення екосистеми працівники заповідника провели ланку заходів: очищення від бурелому берегів цих водойм, їх озеленення, встановлення в озері шістьох біоплат для санації води.
Саралинська ділянка ще до заповідання належала лісгоспу, тому на ній проводились інтенсивні рубки. Наслідком цього стала зміна типів лісу — тут повністю зникли ялинники, зменшилась площа дібров і липин, а на їхньому місці сформувались малоцінні швидкорослі березини. У середині XX століття значна частина лісгоспних угідь була затоплена водами новоутвореного Куйбишевського водосховища, яке з того часу невпинно впливає на усю екосистему цієї місцевості. Найбільш помітним впливом волзьких вод є руйнування давніх річкових терас, а також розвиток на затоплених місцях густої макрофітної рослинності.
Окрім цих специфічних впливів на всю охоронювану територію впливає порушення заповідного режиму. Щорічно фіксують до 100 таких порушень, серед яких особливо поширені та небезпечні — використання отрутохімікатів у буферній зоні заповідника, лісові пожежі, браконьєрська рибалка в акваторії.
Природна сукцесія у Волзько-Камському заповіднику протікає без різких фітоценотичних змін. Стан лісів різних типів добрий, їхнє природне відновлення протікає нормально. У заповіднику досі збереглися ділянки із 200—300-річним деревостаном. Ліси заповідника не зазнають нищівного впливу шкідників чи хвороб, виняток становлять хіба що старі осичняки, уражені гниллю, однак невисока стійкість деревини цих порід до гниття також є природною.

## Наукова діяльність

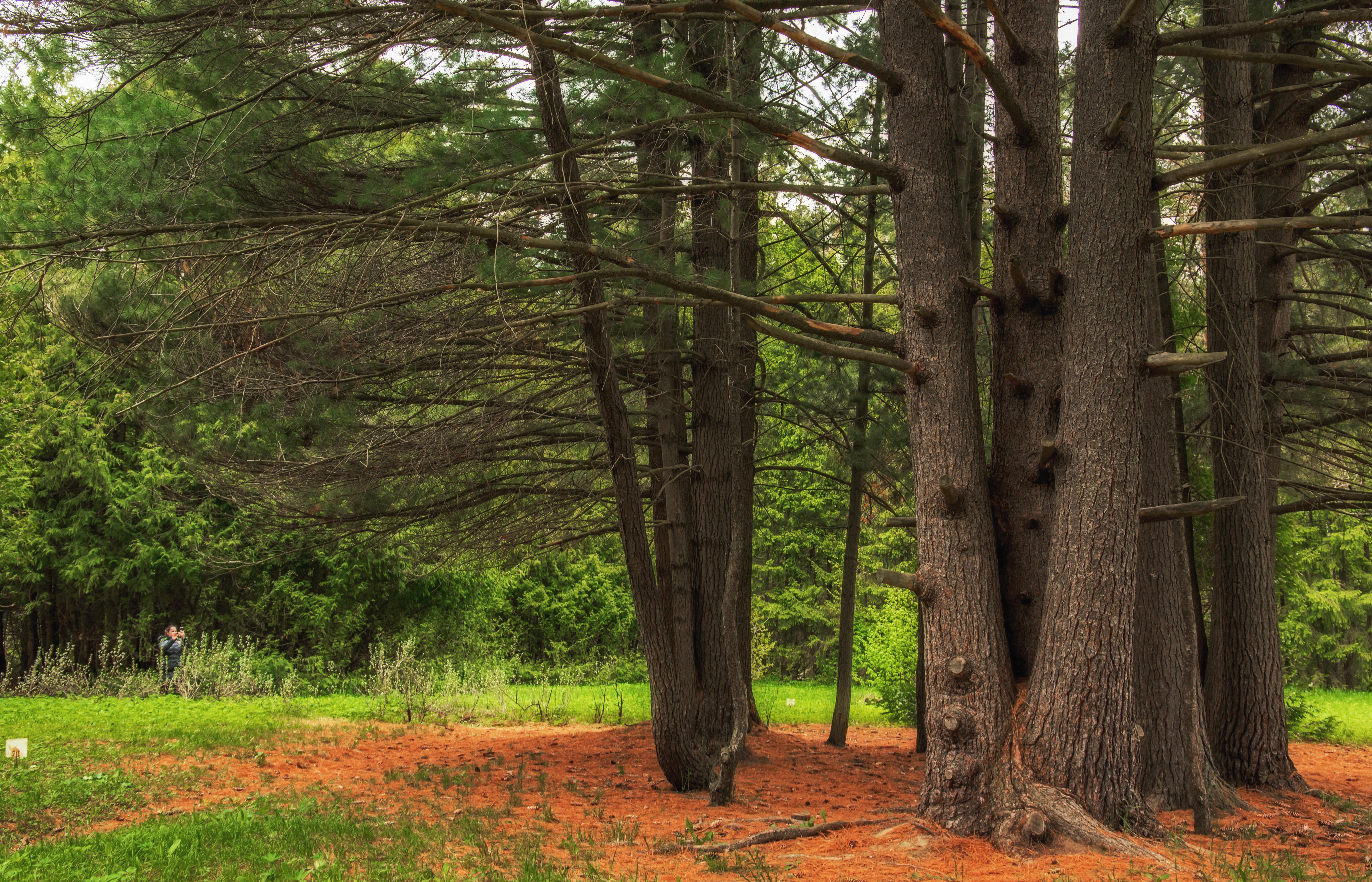
Сосни Веймута в колекції дендрарію.

Перші наукові дослідження Раїфського лісу відбулися у 1883 році, коли член Спілки природознавців Казанського університету П. Н. Крилов зібрав на сучасних заповідних теренах гербарну колекцію. Зазначивши флористичне багатство Раїфи, він тим самим привернув увагу до неї інших науковців. Після нього С. І. Коржинський склав перелік зі 160 видів вищих рослин і 26 видів мохів, знайдених ним у Раїфі. Це, в свою чергу, дало підставу А. Я. Гордягіну назвати околиці заповідника «фітоценотичним ботанічним садом». Його учнями були такі видатні ботаніки як Д. Е. Янишевський та І. І. Спригін. У 1921 році в Раїфському лісництві створили дендрологічну ділянку з екзотичними породами дерев. Доцент Казанського університету М. К. Вєхов став її першим лісничим, згодом вона була перетворена на повноцінний дендрарій, який зараз є окрасою адміністративної садиби цієї природоохоронної установи. У 1936 році площа дендрарію складала 21,5 га, тоді в ньому щорічно продавали до 120 тисяч саджанців. Наразі дендрарій Волзько-Камського заповідника має площу 4,1 га, його колекція налічує понад 500 видів рослин з усього світу. Під час Другої світової війни на теренах майбутнього заповідника працювала співробітниця Ботанічного інституту Академії наук СРСР Л. А. Купріянова. В цей період у лісництві заклали дослідні насадження тополь, а також проводили експерименти з щеплення сибірської сосни на інші породи.
Перші зоологічні дослідження у Раїфі відбулися в 1880-х роках під керівництвом професора О. А. Штукенберга. Лише після тривалої перерви їх доповнив фенологічними спостереженнями з життя птахів і комах М. К. Вєхов. Перша повноцінна орнітологічна праця була здійснена О. О. Першаковим. У 1950—1970 роках значний внесок у дослідження фауни та екології хребетних тварин зробив В. О. Попов, який активно сприяв створенню Волзько-Камського заповідника. Вже після організації природоохоронної установи в ній безперервно ведуться спостереження за програмою «Літопис природи». З 1975 року у заповіднику працює метеостанція. Крім того на його території закладено 200 постійних пробних майданчиків і точок нагляду за висотою снігового покриву, 40 профілів для слідкування за руйнацією берегів водосховища.

## Просвітницька діяльність

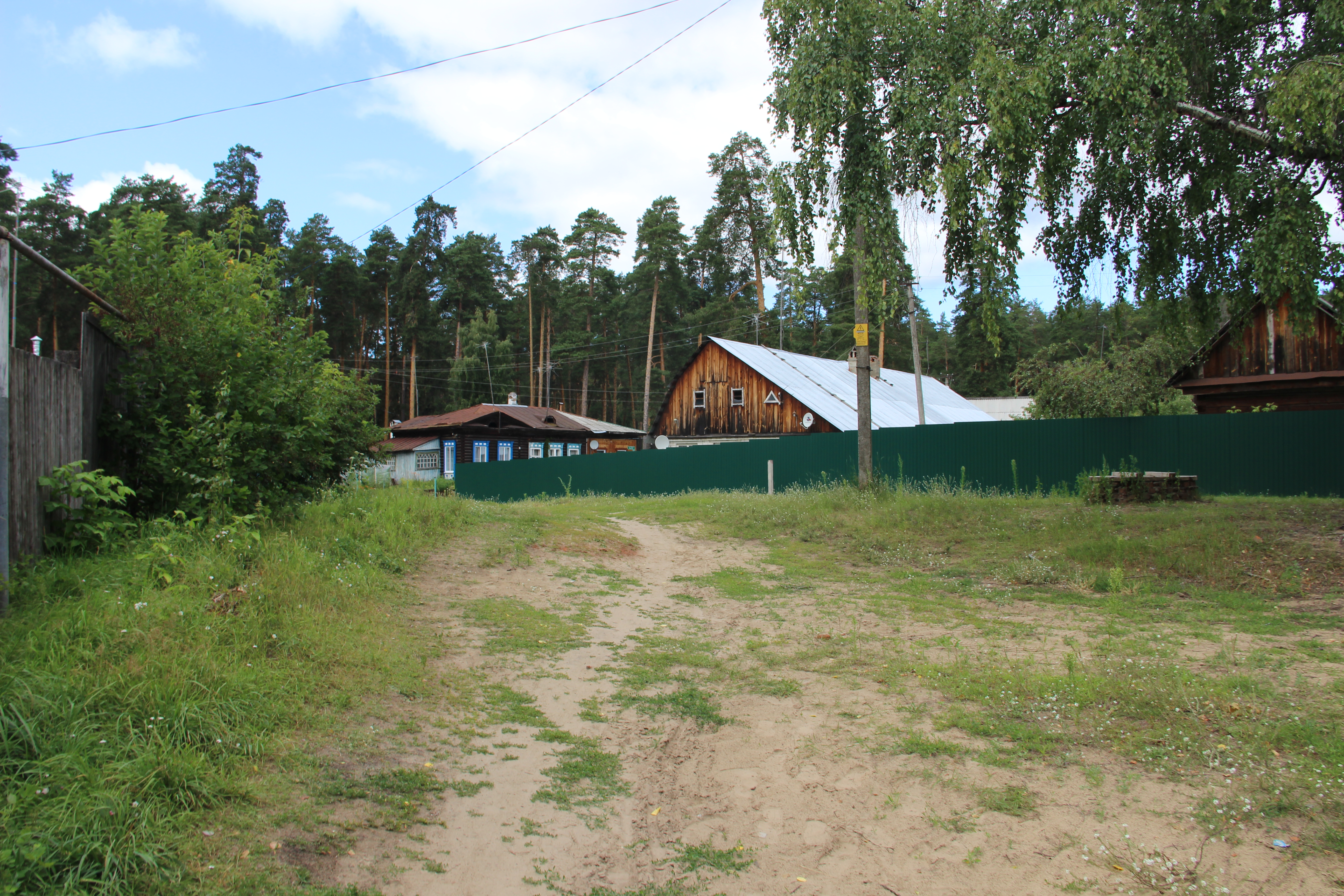
Вулиця селища Садовий, де розташована адміністрація заповідника.

Самому створенню Волзько-Камського заповідника передувала активна залученість його теренів до навчання студентів Казанського університету. Польові практики тут почали проводити ще наприкінці XIX століття. В наш час на базі двох стаціонарів заповідника щоліта проходять практику студенти не тільки Казанського, а також Московського й Удмуртського університетів. Наприкінці XX століття тут практикувались і студенти українських вишів — Харківського та Донецького університетів. Для школярів при заповіднику створено шкільне лісництво. Працівники установи проводять різноманітні акції просвітницького (лекції), наукового (семінари), розважального (конкурси) або екологічного (толоки) характеру.
Окремий напрямок просвітницької діяльності становить туризм. Щорічно заповідник відвідує до 10 000 осіб. До їхніх послуг тут працюють Музей природи і дендрарій. Оскільки охоронювана територія для відвідувань закрита, то для того, щоб гості могли отримати вичерпну інформацію про заповідник для них створили візит-центр «Заповідний теремок». Створенню центру сприяли Всесвітній фонд дикої природи і компанія Coca-Cola. Він оснащений інтерактивною інформаційною панеллю та DVD-програвачем, на якому можна подивитися документальні фільми про заповідник, в тому числі й записи з камер в реальному часі (наприклад, з гнізд орланів). Безпосередньо спостерігати за життям диких тварин можливо лише у спеціальному прихованому спостережному пункті на Саралинській ділянці. Тут на березі водосховища добре видно орланів, водоплавних птахів та великих ссавців, що перепливають річку. У разі багатоденних відвідин гості можуть оселитися в готелі «П'ять шишок».